# After Earth
After Earth és una pel·lícula de ciència-ficció i aventures dirigida per M. Night Shyamalan i protagonitzada per Jaden Smith i Will Smith en els papers principals. La pel·lícula, coproduïda per Smith, Shyamalan i altres, va ser filmada a Costa Rica, específicament a La Fortuna de San Carlos i Sarapiquí. L'estrena va tenir lloc el 31 de maig de 2013 a Nova York, i està distribuïda per Columbia Pictures i Sony Entertainment. Ha estat doblada al català.

## Argument
Kitai Raige i el seu llegendari pare Cypher Raige, tenen un accident amb la seva nau espacial en travessar un camp d'asteroides en un viatge a una llunyana estrella, la nau queda molt danyada pels xocs dels asteroides i el computador decideix guiar la nau a un planeta proper per tractar de salvar la tripulació amb un aterratge d'emergència.
Abans d'aterrar reben un advertiment que està prohibit per als humans visitar aquest planeta pels perills que hi ha a la superfície, els canvis extrems de temperatura i la contaminació ambiental, finalment decideixen aterrar d'emergència pels danys de la nau espacial amb el xoc contra els asteroides, però el buc de la nau té esquerdes pel xoc contra els asteroides i la nau es parteix en dos en el moment d'entrar a gran velocitat a l'atmosfera del misteriós planeta, queden atrapats al planeta Terra, que mil anys abans va ser abandonat per la humanitat a causa d'una sèrie de catastròfics esdeveniments que la van obligar a escapar-ne i colonitzar altres planetes en estrelles llunyanes de l'univers.
Sent els dos únics supervivents de l'accident i Cypher amb les dues cames trencades (una de gravetat), queden en una meitat de la nau però la balisa d'emergència per demanar ajuda a la base està danyada, Kitai és enviat per ell per trobar una balisa d'emergència que enviï un senyal d'ajuda a l'espai en la segona meitat de la nau, però el problema és que està a 100 quilòmetres de distància de la seva posició actual, en un ambient molt perillós per a la vida humana.
El jove aspirant a oficial de l'exèrcit, haurà de recórrer un llarg camí ple de perills on tots els éssers vius del planeta Terra han evolucionat per matar la humanitat i enfrontar a un animal natiu d'un altre planeta identificat com ursas, que es va escapar de la nau espacial en el moment del xoc amb el planeta.

## Repartiment
- Jaden Smith: Kitai Raige
- Will Smith: Cypher Raige
- Zoë Kravitz: Senshi Raige
- Sophie Okonedo: Faia Raige
- Kristofer Hivju: el cap de seguretat
- Gabriel Caste: Ranger
- Lincoln Clay Lewis: a cadet
- David Denman: McQuarrie
- Sacha Dhawan: el pilot d'Hesper
- Chris Geere: el navegador d'Hesper

## Rebuda crítica
After Earth va obtenir generalment crítiques negatives, comentant el rendiment dels actors i la manca d'originalitat. El web Rotten Tomatoes va afirmar que un 11% de 189 crítics li van donar a la pel·lícula una crítica positiva, i amb una qualificació mitjana de 3.8 / 10. Julián Monge-Nájera, assessor científic de la BBC i NatGeo, s'ha referit al contingut científic de la pel·lícula dient: "La Terra en la pel·lícula té un clima agradable durant el dia però arriba al punt de la congelació durant la nit. És això possible? En efecte, si. Succeeix en moltes altures del tròpic ... En la pel·lícula, Kitai fa servir medicació per sobreviure al poc oxigen a l'atmosfera. I aquest tipus de medicació existeix, l'epigalocatequina-3-galat, un component del te verd ... El que sí que sembla impossible és que els ... urses ... animals nadius d'un altre planeta, no puguin ser aniquilats per l'avançada civilització que podem veure en Després de la Terra ".
Fou nominada a 6 premis Razzie que atorguen a les pitjor pel·lícules de l'any, guanyant-ne 3: Pitjor actor, Jaden Smith, pitjor actor secundari, Will Smith i pitjor parella/combinació a la pantalla, Jaden i Will Smith.